# شارع خالد بن الوليد (دمشق)
شارع خالد بن الوليد هو من أطول الشوارع داخل مدينة دمشق، ويستطيع مرتادوه الوصول عبره من الأردن والمدن والبلدات السورية الجنوبية إلى قلب العاصمة دمشق.

## نشأته
أمر ببنائه الوالي (عارف بك المارديني) ( بين الأعوام 1912- 1913) أيام السلطان محمد الخامس العثماني وسماه (الجادة الرشادية) . وكان قديمًا أكبر وأوسع من الوقت الحاضر حيث كان يبدأ في منطقة الباردة في ريف دمشق وينتهي في شارع النصر.
وفي حِقبة الانتداب الفرنسي على سوريا سمِّي الشارع باسم (جادة كاترو) نسبة للجنرال الفرنسي كاترو إبّان الاحتلال، ويظهر أن هذه التسمية لم تدم طويلًا إذ ما لبثت أن تبدلت إلى (شارع خالد بن الوليد) في حقبة الثلاثينيات أو بعد ذلك بقليل حسب ما جاء في الخرائط الفرنسية الصادرة في الفترة الزمنية تلك، وقد تمَّ تعبيد هذه الجادة بين الأعوام (1928-1931م) بصورة اعتيادية وفرشت بالأسفلت في حقبة الأربعينيات.